# Émiéville
Émiéville er en kommune i departementet Calvados i Basse-Normandie regionen i det nordvestlige Frankrig.
Indbyggerne kaldes Émiévillais.

## Geografi
Kommunen ligger 10 km øst for Caen og 4 km fra Troarn.

## Historie
I sommeren 1944 lå Émiéville på fronten mellem de allierede og tyskerne i en måned mellem 18. juli og 17. august indtil operation Paddle. Landsbyen blev ramt af store ødelæggelser, blandt andet af kirken.